# Бёрдхилл
Бёрдхилл (англ. Birdhill; ирл. Cnocán an Éin Fhinn) — деревня в Ирландии, находится в графстве Северный Типперэри (провинция Манстер) у трасс N7/M7, причём в N7 в этом районе вливаются региональные трассы R466, R504 и R494.
Выигрывала Irish Tidy Towns Competition в 2007 и 2008 годах
Местная железнодорожная станция была открыта 23 июля 1860 года.